# Pandea conica
Pandea conica är en nässeldjursart som först beskrevs av Jean René Constant Quoy och Joseph Paul Gaimard 1827.  Pandea conica ingår i släktet Pandea och familjen Pandeidae. Inga underarter finns listade i Catalogue of Life.